# باشگاه فوتبال ژنس سلیف کیتا
باشگاه فوتبال ژنس ستیف کیتا (به انگلیسی: Jeunesse Sportive Centre Salif Keita) یک باشگاه فوتبال حرفه‌ای مالی است که در باماکو واقع شده است.

## تاريخچه
این باشگاه که در سال ۱۹۹۵ تأسیس شد و بازیکنان سابق آن شامل محمدو دیارا، شیخ دیاباته و سیدو کیتا هستند. این باشگاه توسط سلیف کیتا، اسطوره فوتبال مالی، به عنوان یک مرکز آموزشی برای بازیکنان جوان فوتبال مالی تأسیس شد.
ورزشگاه خانگی این تیم که در دسته برتر فوتبال مالی بازی می‌کند، ورزشگاه سنتری سلیف کیتا است. رنگ‌های تیم آبی و زرد است.